# Обред (филм)
Обред (енгл. The Rite) је амерички хорор из 2011. године.
Мушкарци породице Ковак увек су били или свештеници или гробари. Желећи да побегне од свог оца, који се бавим овим другим, и куће пуне мртваца, Мајкл уписује богословију. На крају четврте године његов ментор му препоручује да искористи стипендију државе и оде на курс у Рим, код оца Гзавијеа који обучава младе ђаконе за истеривања демона. Мајкл га слуша и одлази за Рим, али његову већ пољуљану веру не ојачавају предавања ватиканских свештеника. Када га Гзавије шаље код свог пријатеља, оца Лукаса, који се активно бави истеривањем, Мајкл ће бити приморан да верује у ужасе који се одигравају пред његовим очима.

## Улоге
| Глумац          | Улога        |
| --------------- | ------------ |
| Колин О'Донохју | Мајкл Ковак  |
| Ентони Хопкинс  | отац Лукас   |
| Алисе Брага     | Анџелина     |
| Киаран Хајндс   | отац Гзавије |
| Тоби Џоунс      | отац Метју   |
| Марија Гастини  | Розарија     |
| Рутгер Хауер    | Иштван Ковак |